# Storia di Grosseto
La Storia di Grosseto abbraccia un lunghissimo periodo che inizia dalla preistoria e giunge fino ai giorni nostri, se nell'analisi si includono l'area dei Monti dell'Uccellina presso Alberese e la preesistente città di Roselle, entrambe inglobate fin dal Medioevo nel territorio comunale di Grosseto.

## Origini

### Preistoria
Le testimonianze del periodo preistorico sono visibili in alcune grotte situate presso le propaggini settentrionali dei Monti dell'Uccellina, tra la località di Alberese e la foce del fiume Ombrone, nel cuore del Parco naturale della Maremma (area sud-occidentale del territorio comunale).
In particolare, nella "Grotta della Fabbrica" e nella "Grotta dello Scoglietto", raggiungibili attraverso il percorso A3 all'interno del parco, sono venuti alla luce reperti risalenti rispettivamente al Paleolitico e all'Età del Rame—e del Bronzo, tra i quali anche alcuni resti funerari.

### Epoca etrusco-romana
In epoca etrusca, venne fondata la città di Roselle (area nord-orientale del territorio comunale) che divenne uno dei più importanti centri dell'Etruria.
Nel VII secolo a.C., periodo di maggiore splendore di Roselle, sono documentati rapporti commerciali con altre città etrusche di rilievo, quali Vetulonia, Populonia e Vulci.
Tuttavia, il ruolo strategico e l'importanza di Roselle proseguirono anche in epoca romana, quando venne ampliata la superficie dell'abitato rispetto al preesistente tessuto urbano.
Già nei primi secoli dopo la nascita di Cristo, Roselle divenne sede dell'omonimo vescovado, il cui territorio diocesano si estese molto presto a tutta l'attuale area grossetana.

### Invasioni barbariche e periodo longobardo
Caduto l'Impero Romano, la città di Roselle fu esposta alle invasioni barbariche e, ben presto, entrò anch'essa sotto l'influenza longobarda che portò nuova vitalità alla città, dopo un periodo di spopolamento e degrado.
La storia di Roselle si esaurisce in epoca altomedievale, quando fu gradualmente abbandonata per la vicina città di Grosseto che stava sorgendo proprio in questa nuova epoca. Tuttavia, risultano ancora molto incerte le cause dell'abbandono di Roselle che, secondo alcune ipotesi ancora da provare, sono da ricercare in una serie di saccheggi subiti.
L'antico splendore di Roselle è visibile presso l'omonima area archeologica, dove sono visibili le varie fasi storiche dell'antica città.

## Nascita di Grosseto
Le origini altomedievali della città di Grosseto sono testimoniate dall'atto con cui il vescovo di Lucca concesse nell'agosto 803 una serie di beni ad Ildebrando Aldobrandeschi, tra i quali rientrava anche la chiesa di San Giorgio, uno dei primi luoghi sacri cittadini presso cui sorse la rocca aldobrandesca (entrambi i complessi sono poi scomparsi nel corso dei secoli).
La famiglia Aldobrandeschi, di probabile origine longobarda, iniziò a controllare molto presto anche quasi tutto il territorio dell'attuale Provincia di Grosseto e alcune aree dell'Alto Lazio e delle attuali province di Livorno e Siena: proprio grazie agli Aldobrandeschi, la città di Grosseto raggiunse il suo massimo splendore.
Inoltre, tra il X e l'XI secolo, la città conobbe un massiccio incremento demografico per il definitivo abbandono della vicina Roselle e, soprattutto, per la posizione strategica che la rendeva l'unico porto fluviale dell'epoca tra Pisa e Roma. Grosseto, pur distante più di 10 km dal mare, poteva comunque definirsi una città dell'acqua, sorgendo infatti in prossimità della sponda orientale dell'antico Lago Prile (oramai scomparso) e a ridosso della riva destra dell'Ombrone che, in quel tratto, risultava essere perfettamente navigabile; nel corso dei secoli, l'alveo del fiume si è gradualmente spostato fino all'attuale posizione, alcuni chilometri più a sud rispetto alla città.
Nonostante l'ubicazione strategica, nel corso del XII secolo, gli Aldobrandeschi studiarono più volte la possibilità di ricostruire la città nel luogo in cui sorge la fortificazione del Tino di Moscona che, dalla vetta dell'omonima collina, domina gran parte della pianura maremmana e l'ultimo tratto della Valle dell'Ombrone; tuttavia, questo progetto non fu mai realizzato.

## Sede vescovile e libero comune medievale
Nel corso del XII secolo si verificarono una serie di eventi che culminarono con il definitivo trasferimento della sede vescovile da Roselle a Grosseto e con il riconoscimento del libero comune.

### Sede vescovile
Per il trasferimento della cattedra vescovile a Grosseto, un ruolo fondamentale venne svolto sicuramente da papa Innocenzo II, che vi soggiornò varie volte tra il 1133 e il 1137, anno in cui assistette, tra l'altro, all'assedio portato alla città dalle truppe tedesche del duca Arrigo di Baviera, intervenute per contrastare il forte dissidio portato avanti dai cittadini grossetani verso l'Imperatore dell'epoca, culminato anche con mancato pagamento di tasse.
Dopo aver conosciuto da vicino sia la città che il carattere e il temperamento dei suoi abitanti, il papa si mosse affinché fosse trasferita in tempi rapidissimi a Grosseto la storica sede vescovile di Roselle, evento che si concretizzò già nel 1138.

### Il libero comune
Il riconoscimento del libero comune richiese, invece, tempi notevolmente più lunghi rispetto a quello che era occorso per il trasferimento della sede vescovile.
Dopo un primo giuramento unilaterale di fedeltà a Siena, sebbene non sia possibile escludere a priori impegni corrispettivi da parte di quest'ultima di cui si sia persa memoria,  per il controllo della dogana del sale, fatto dal popolo grossetano nel 1151 (sotto forma di accordo economico e militare espresso nei termini del salvamentum, della defensio e dell'auditorium), gli Aldobrandeschi furono costretti a studiare un piano che garantisse loro la permanenza al potere e, al tempo stesso, il riconoscimento di una larga autonomia alla città. Dopo alcuni decenni di stallo, si giunse al riconoscimento formale del comune proprio agli inizi del Duecento. In data 8 settembre 1204 venne approvato il primo statuto, la cosiddetta Carta delle Libertà, dove erano stabilite le relazioni di tipo socio-economico e giurisdizionale tra i conti, nel caso specifico Ildebrandino VIII, e i cittadini di Grosseto e in particolare la facoltà, per questi ultimi, di eleggere dei consoli sicuti antiquitus consuevit, istituzionalizzando, quindi, quello che era da tempo uno stato di fatto esistente fin dagli ultimi decenni del 1100. Infatti da un contratto sottoscritto dagli Aldobrandeschi con il comune di Siena nel 1203 emerge che nella città era da tempo operante una struttura comunale con a capo un collegio di Consoli, i quali agivano secondo le norme contenute nel Constitutum.
Un documento del comune di Massa Marittima, risalente al 1221, attesta la presenza di una societas tra detto comune e quello di Grosseto che deve pertanto essere datata antecedentemente ad esso.
Nel 1222  gli eredi di Ildebrandino VIII, in data 8 aprile, confermarono la Carta Libertatis e quindi la possibilità per i cittadini di nominare i Consoli, un Podestà (la transizione ad un comune podestarile è da collocarsi intorno al 1216) e un Consiglio. I Consoli, il Podestà, il Consilium e il Camarlengo (che si occupava del patrimonio del comune) costituiscono gli organi fondamentali che caratterizzarono l'ordinamento cittadino anche negli anni successivi. Tale provvedimento portò i Grossetani a ripudiare l'atto di giuramento fatto a Siena nel secolo precedente.
Dopo un tentativo dei Senesi di ristabilire l'ordine precedente (assedio del 1224 con il concorso degli Aldobrandeschi che si obbligarono a rimanere nel loro palazzo munito di torre e a combattere contro i cittadini grossetani), il libero comune di Grosseto assumeva nel corso del tempo sempre più autonomia, grazie anche alla progressiva diminuzione delle prerogative degli Aldobrandeschi a cui faceva da contraltare l'ingombrante presenza di Siena, in un sistema di alleanza senese-grossetana (1251, 1262, 1277) con quest'ultima in posizione predominante.
La città controllava un ampio distretto (circa 300 chilometri quadrati) che si spingeva fino alla costa e alla foce del Fiume Bruna, includendo il Lago Prile che costituiva il punto di contatto con il contado pisano (Castiglione della Pescaia); il confine lambiva il porto lacustre al limite del distretto del castello di Montepescali e si spingeva fino ai distretti dei castelli vescovili di Roselle , Rachalete e Istia d'Ombrone.
A sud i confini erano costituiti dai distretti di Istia, Montorgiali e Montiano oltre che dai territori della Curia Alborensis sui Monti dell'Uccellina, fino a comprendere la foce del Fiume Ombrone. Nel 1307 il comune di Grosseto acquisì definitivamente il castello di Montecalvoli, sulla sponda sinistra dell'Ombrone, e il relativo distretto del cui possesso aveva goduto per cento anni.
Le principali risorse erano costituite dal sale e dalle attività del porto fluviale sull'Ombrone, che consentirono alla città di inserisirsi nel gioco politico regionale, oltre all'itticoltura e alla pesca. La coltura dei cereali era destinata all'esportazione mentre l'allevamento del bestiame (suini e bufali, soprattutto), l'orticoltura e la viticoltura erano limitati al mercato locale.
L'imperatore Federico II, tra il 1243 e il 1246, si fermava a Grosseto a trascorrere l'intera stagione invernale, grazie al clima mite e ad estese aree umide attorno alla città, dove poteva praticare la caccia; proprio nel marzo del 1246 Federico II abbandonò precipitosamente la città dopo essere stato informato della Congiura di Capaccio, evento ricordato anche da un'iscrizione sulla facciata di Palazzo Aldobrandeschi.
La presenza dell'Imperatore, oltre ad essere stata determinante ai fini del riconoscimento del libero comune, effettuato da lui stesso subito dopo il suo ultimo soggiorno in città, favorì l'arrivo di nobili e poeti da ogni parte d'Italia; nella stessa epoca Andrea da Grosseto diede un grosso contributo alla diffusione della lingua volgare italiana nella prosa, grazie alle sue traduzioni che si sganciavano dall'uso del Latino classico. In quegli anni la città assunse il ruolo di Zentrum del Reichsverwaltung, al pari di altri centri toscani in precedenza, soprattutto per la sua posizione strategica nell'area compresa tra i contadi di Pisa e Siena, la contea aldobrandesca e il Patrimonio di San Pietro e si liberò dei residui diritti signorili vantati dagli Aldobrandeschi.
Nel 1251, 27 gennaio, i comuni di Grosseto e Siena stipularono un patto giurato nel quale il primo si impegnava all'auditorium e alla defensio dei cittadini senesi nella Marittima e nella contea aldobrandesca, rendendoli esenti da qualsiasi pedaggio nel proprio distretto. Grosseto si impegnava inoltre a seguire le direttive senesi nelle alleanze, considerando nemiche, in particolare, Montalcino e Montepulciano e ad eleggere come podestà un cittadino senese. Siena, a sua volta, si impegnò a fornire aiuto alla città alleata e ai suoi cittadini nei suddetti territori e a rendere esenti da dazi nel proprio contado i cittadini grossetani per alcune merci.
In seguito, gli Aldobrandeschi cercarono di riconquistare i domini perduti, provocando come reazione, nel febbraio del 1260,  l'assedio della città da parte delle truppe di Re Manfredi (guidate da Giordano D'Agliano) e di Siena, al fine di pacificare l'area. Ottenuto il controllo del centro urbano, Re Manfredi gli concesse un ampio privilegio e prese sotto la sua protezione la città e i suoi abitanti, confermando loro anche la possibilità di eleggere un podestà come da consuetudine e mettendola al riparo dalle mire senesi di acquisirne il controllo.
Grosseto si schierò a fianco di Siena nella Battaglia di Montaperti e due suoi ambasciatori presenziarono alle trattative di pace tra Senesi e Fiorentini, a Castelfiorentino nel novembre 1260.
In questo periodo l'apparato pubblico del comune era caratterizzato dal concorso del potere tra il Podestà (su giurisdizione civile e penale)  e i Priori (menzionati a partire dal 1262, che si occupavano della vita amministrativa della città); un Camarlengo gestiva il patrimonio e le finanze e il Consiglio generale costituiva l'organo deliberativo ordinario. Inoltre, erano presenti vari ufficiali minori con compiti specifici al fine di gestire qualsiasi attività svolta nella città (custodia, igiene, manutenzione di strade e di altri beni pubblici, produzione e vendita di generi alimentari, tutela degli incapaci, arbitrati). Infine, ogni volta che il comune, in quanto ente giuridico, doveva partecipare alla stipulazione di un negozio o, comunque, manifestare all’esterno la propria volontà, veniva nominato un s y n d i c u s provvisto di mandato speciale.
Con il venir meno delle fortune del partito ghibellino conseguentemente alla discesa in Italia di Carlo d'Angiò, nel 1266 gli Aldobrandeschi si impadronirono della città grazie all'aiuto dell'esercito di Orvieto, di alcuni fuoriusciti senesi, dei conti Pannocchieschi e con il probabile contributo di molti cittadini grossetani (come risulta dall'esame delle petizioni presentate al consiglio generale del popolo di Siena dalle quali si apprende che i Grossetani avevano assalito i Senesi presenti in città) nel tentativo di sottrarla all'orbita politica senese. Ad ogni modo, i Senesi sei giorni dopo presero il controllo della città scacciando gli Orvietani.
L'anno successivo il papa Clemente IV scomunicò la città, insieme a Siena, Pisa e San Miniato.
Con l'affermarsi del predominio guelfo in Toscana, Grosseto e Siena riconfermarono l'alleanza nel novembre 1277 con una vera et firma unio, societas et compagnia perpetuo duratura nella quale venivano regolati i rapporti tra le due città, in condizioni di sostanziale reciprocità, nell'ambito di un'alleanza militare. Vennero regolati anche alcuni rapporti economici come la libera circolazione delle merci e l'esenzione reciproca dai pedaggi nei due territori. Sul piano politico i Grossetani riconfermarono l'impegno all'elezione di un podestà senese. I rapporti tra i due comuni rimasero regolati da tale societas almeno fino al 1309 e alcune informazioni attestano il sostegno militare reciproco come nel caso dell'intervento dei Grossetani in aiuto di Siena per l'episodio della distruzione del cassero del castello di Giuncarico (1278)  o quello di alcuni cittadini senesi in occasione di una cavallata effettuata nel 1290 da una masnada pisana nei confronti di una struttura fortificata, eretta dal comune di Grosseto alla foce del Fiume Bruna.
Nei primi decenni del Trecento Siena avviò il percorso che la condurrà ad inserire Grosseto nella sua compagine territoriale come città capitolata.
Un primo episodio si ebbe quando, nel 1310 alla vigilia della discesa in Italia di Arrigo VII, in Grosseto si verificarono gravi disordini. Siena inviò alcuni ambasciatori al fine di pacificare la città e ottenerne la dedizione ma i Grossetani rifiutarono. I Senesi inviarono l'esercito e, a seguito della resa del 17 giugno, i cittadini di Grosseto promisero di osservare ogni ordine impartito da Siena.
Bino degli Abati del Malia, visconte di Batignano, approfittò di una crisi interna che Siena stava vivendo nel 1310 per guidare una rivolta e cacciare i Senesi da Grosseto. Nel 1312, iniziò la breve signoria degli Abati del Malia sulla città maremmana, che fu riconosciuto pure da Siena con una trattativa di pace tra la Repubblica e i conti di Santa Fiora il 17 aprile 1317 in cui Siena indicò il comune di Grosseto, Vanni detto Malia e Batino (figli di Bino) come sequaces, non come cives, comitatini o alii de iurisdictione Senarum. La signoria degli Abati del Malia comandò così la città fino al 1334.
Nei trattati di pace negoziati tra Pisa e le città guelfe di Toscana (1314/1317), Grosseto è compresa tra queste ultime come città alleata di Siena e in tale veste cavalieri grossetani parteciparono, con i guelfi senesi, alla battaglia di Altopascio (1325) in aiuto di Firenze.
Il comune di Grosseto quindi mantenne la sua autonomia e la iurisdictio sul proprio distretto ancora fino all'inizio del quarto decennio del Trecento. Nel 1324 il giurista Cino da Pistoia prese in esame lo status giuridico delle relazioni tra le due città ed escluse l'inserimento perpetuo della città di Grosseto nella giurisdizione senese con la seguente formula: non obstad quod civitas Grosseti aliqua pacta habet cum ista civitate quia non perpetua subpostia est iuridictioni Senensi et eius territorio, sic nec terra Montis Pulcianis et alie similes. In questo periodo (antecente alla grande peste del 1348) la popolazione della città è stimabile tra 7000 e 8 000 abitanti.
Agli inizi del 1334 il governo dei Nove intraprese lo sforzo decisivo per rafforzare la politica senese nelle aree di confine con il contado pisano, in una fase di aperto conflitto con la città marinara, sottomettendo Grosseto e Massa Marittima. La prima fu inserita compiutamente nella compagine statale di Siena nel febbraio 1338 (dopo numerose rebelliones in funzione antisenese provocate dai discendenti di Abate negli anni 1335, anche con l'aiuto di Pisa, e 1336) come città capitolata dopo una formale sottomissione dei rappresentanti eletti dai cittadini grossetani. Il comune di Siena ne modificò gli statuti, invio un podestà, e decise la costruzione di una fortezza che ospitasse una guarnigione senese a presidio della città.

## Lo storico assedio
Dopo aver recuperato temporaneamente la libertà, la città di Grosseto si trovò assediata dalle truppe di Ludovico il Bavaro e dell'antipapa Niccolò V, di ritorno da Roma, che chiedevano viveri, doni e assoluta fedeltà e obbedienza all'Imperatore. I Grossetani, guidati da Malia e Batino, risposero con una eroica difesa e resistenza, tant'è che l'Imperatore, non riuscendo ad espugnare la città, dovette ritirarsi. Da quel giorno lo stemma della città assunse l'aspetto che porta ancora oggi: un grifone argentato su sfondo rosso, che impugna una spada, simbolo della vittoria contro i tedeschi.

## La dominazione senese
Nel 1334, con la morte di Vanni degli Abati del Malia, il Governo dei Nove inviò a Grosseto un plotone, comandato da Jacopo di Conte de' Gabbrielli da Gubbio, che si impadronì della città e catturò i figli di Vanni, Binello e Cione, e il fratello Batino. Quest'ultimo, riuscito ad evadere, cacciò nuovamente i Senesi nel luglio del 1335, anche grazie all'aiuto di Pisa. I tentativi di Siena di sottomettere la città maremmana si fecero più frequenti e Batino si trovò costretto a chiedere nuovamente aiuto a Pisa quando i senesi assediarono la città nell'autunno dello stesso anno. Giovanni Villani riferisce che in data 8 novembre i Grossetani, fingendo un tradimento, aprirono una porta della città facendo entrare una schiera nemica, compreso il conte Marcovaldo che comandava l'esercito senese, che si trovò “rinchiusa e malmenata”, riuscendo comunque a scampare. Successivamente i pisani inviarono ulteriori rinforzi sotto il comando di Batino; la notizia del loro arrivo fu sufficiente affinché l'esercito senese smobilitasse e si recasse a Istia, feudo vescovile in accomandigia alla Repubblica di Siena.
Nello stesso periodo il comune di Grosseto si confederò con quello di Castiglione della Pescaia, facente parte del contado pisano.
Nel giugno 1336 l'esercito senese assediò nuovamente la città che capitolò rimettendosi pienamente alla discrezione di Siena; gli Abati del Malia firmarono una resa, impossibilitati a continuare le battaglie dopo due anni di strenua difesa, e dovettero abbandonare la città di Grosseto che venne definitivamente sottomessa dai Senesi.
Gli ultimi, effimeri, tentativi di ribellione al dominio senese si ebbero nel 1355 e nel 1356. La prima volta quando, con il rovesciamento del governo dei Nove, Grosseto (anche a seguito del privilegio concesso il 15 maggio alla città da Carlo IV durante la sua permanenza a Pisa) si ribellò, recuperando l'autonomia per soli tre mesi. L'anno dopo i Grossetani approfittarono della guerra tra Siena e Perugia per ribellarsi nuovamente ma ancora una volta i Senesi inviarono una spedizione che, dopo violentissimi e ripetuti assalti, costrinse la città ad aprire le porte. Nei patti di pace successivi i Grossetani rinunciarono a tutti i privilegi che si competevano al comune di Grosseto in virtù di qualsivoglia concessione e sui quali fondavano le loro aspirazioni di indipendenza.
L'inizio della dominazione senese fu certamente favorito dalle conseguenze di un'alluvione, verificatosi 3 anni prima, che determinò l'allontanamento di alcuni chilometri verso sud dell'alveo del fiume Ombrone, con conseguenti danni irreversibili al preesistente porto fluviale e forti ripercussioni all'economia cittadina.
Nei decenni successivi si verificò anche un sensibile calo demografico, dovuto alla peste del 1348 che non risparmiò neppure la Maremma, e dalla malaria che stava iniziando a dilagare. Per fronteggiare il costante calo della popolazione, vennero concesse forti agevolazioni fiscali a tutti coloro che si stabilivano in città o rinunciavano a migrare verso i centri dell'entroterra.
La lenta ripresa si concretizzò principalmente nella prima metà del Quattrocento, quando venne redatto lo Statuto dei Paschi (1419) che regolamentava tutte le attività inerenti all'agricoltura e alla pastorizia; nel 1421 fu aggiornato lo statuto comunale per disciplinare meglio i rapporti tra popolazione ed istituzioni, in virtù della nuova situazione geopolitica e socioeconomica. Proprio l'istituzione dei Paschi, disciplinata dall'omonimo statuto, sembra essere stata uno degli elementi portanti per la nascita e lo sviluppo, a Siena, del Monte dei Paschi nella seconda metà dello stesso secolo.

## Epoca medicea
La dominazione senese sul territorio grossetano si protrasse fino alla seconda metà del Cinquecento, quando si verificò una lunga serie di battaglie per il controllo dell'intera penisola italiana.
Durante la Guerra di Siena, dopo vari assedi iniziati nel 1554, Grosseto venne conquistata dalla coalizione mediceo-imperiale nel luglio 1557, quando le truppe della coalizione entrarono in città. Due anni più tardi, la pace di Cateau-Cambrésis sanciva ufficialmente il definitivo passaggio di tutti i territori della Repubblica di Siena - eccetto una fascia costiera maremmana, che rientrò nel neo-costituito Stato dei Presidi - compresa quindi Grosseto direttamente nelle mani di Cosimo de' Medici, come feudo nobile concesso dal Re di Spagna Filippo II. Il Signore di Firenze con i territori concessigli costituì quindi il Ducato di Siena che, insieme al Ducato di Firenze, andò a formare una delle due entità statali che dal 1569 alla fine del Settecento costituirono il Granducato di Toscana, dopo la nomina di Cosimo a granduca della regione.
Nel cosiddetto Stato Nuovo, con Siena capitale, Grosseto andò a rivestire il ruolo di capitanato e le istituzioni della città mantennero i capisaldi dello statuto del 1421.
Nel 1574 Francesco I commissionò i lavori per la costruzione di una nuova e più ampia cinta muraria, ancor più fortificata di quella preesistente, che rendesse inespugnabile il centro cittadino. Le Mura di Grosseto, completate nel 1593 dopo oltre diciannove anni di lavoro, furono realizzate contemporaneamente ad una serie di grandi opere, fondamentali per la città. Furono realizzate, infatti, una serie di cisterne sotterranee per la raccolta e l'accumulo dell'acqua piovana, filtrata attraverso i relativi pozzi, e distribuita alle varie zone del centro, attraverso delle canalizzazioni, durante i ricorrenti periodi di siccità. Le opere idrauliche iniziate dai Medici furono le basi per le grandi opere di bonifica del territorio, portate avanti dai Lorena nei secoli successivi.
Nello stesso periodo venne costruito il nuovo Convento delle Clarisse e ristrutturata la Cattedrale, con l'aggiunta di opere d'arte commissionate prevalentemente ad artisti di Scuola senese.

## I Lorena
Con l'estinzione della casata medicea avvenuta nella prima metà del Settecento, Grosseto, città del Granducato di Toscana, passò ai Lorena assieme a tutti gli altri territori e possedimenti dei Medici.
In questo periodo, iniziarono le grandi opere di bonifica dell'intero territorio maremmano, volute da Pietro Leopoldo di Lorena, salito al potere nel 1765, e affidate a Leonardo Ximenes. Nel 1766 Pietro Leopoldo divise il territorio dello Stato Nuovo di Siena in due province e Grosseto divenne il centro principale della Provincia senese inferiore, divenuta in seguito l'attuale Provincia di Grosseto; nel 1783, nell'opera di snellimento della burocrazia, venne sensibilmente ridotto il numero dei comuni della provincia che scese a 18 (non erano presenti ancora i comuni dello Stato dei Presidii e del Principato di Piombino entrati successivamente nel territorio provinciale dopo il 1815). Grazie alle riforme leopoldine, la città di Grosseto andò incontro ad una decisa rinascita economica e culturale. Ciò nonostante, si rese necessaria l'approvazione del Regolamento per l'Estatatura (1780), a causa della persistenza del rischio malaria.

Le riforme dei Lorena vennero interrotte con l'occupazione delle truppe francesi (1796) che si protrasse a più riprese fino al 1808, anno dell'annessione alla Francia napoleonica.
Il Congresso di Vienna del 1815 sancì il ritorno del Granducato di Toscana nelle mani di Ferdinando III di Toscana, al quale succedette il figlio Leopoldo II a partire dal 1824.
Il granduca Leopoldo II governò fino al 1859, impegnandosi costantemente e in prima persona al completamento delle opere di bonifica (incaricò gli ingegneri Vittorio Fossombroni e Alessandro Manetti), mettendo le basi per un ammodernamento e un sensibile miglioramento delle condizioni socio-economiche di Grosseto e del suo territorio. Il granduca è stato sicuramente l'uomo politico più apprezzato e amato dalla popolazione nella millenaria storia della città, tanto da essere affettuosamente soprannominato "Canapone" e onorato con un monumento scultoreo a lui dedicato, collocato in Piazza Dante.

## Dall'Unità d'Italia ad oggi
Nel marzo 1860 il plebiscito che si svolse nel Granducato di Toscana sancì l'annessione allo stato sabaudo, entrando così a far parte del Regno d'Italia.
Per alcuni decenni vennero fermate le grandi opere di bonifica portate avanti fino al 1859 dal granduca Leopoldo II, si verificò un nuovo calo demografico e una contemporanea recessione economica, che diffuse nell'intera popolazione di Grosseto e della sua provincia un sentimento nostalgico verso le politiche di "buon governo" portate avanti fino a poco tempo prima dai Lorena; in quegli anni, la vita media della popolazione della Maremma scese addirittura a soli 24 anni.

### Brigantaggio
La situazione precipitò soprattutto nelle campagne con il diffondersi del brigantaggio, fenomeno che faceva leva sul malcontento, sulle precarie condizioni economiche conseguenti alle politiche latifondiste e alla malaria che stava nuovamente diffondendosi. Questo fenomeno, pur non avendo mai raggiunto vaste proporzioni come nell'Italia meridionale, venne definito da un uomo politico dell'epoca, l'on. Massari, "la protesta selvaggia e brutale della miseria contro le antiche e secolari ingiustizie". In Provincia di Grosseto e nell'Alto Lazio il fenomeno rimase fortunatamente piuttosto circoscritto, in quanto i briganti erano dei solitari, ebbero i loro allievi ed imposero il loro stile, ma non arrivarono mai ad avere l'ambizione di comandare piccoli eserciti come accadeva in altre zone d'Italia: il loro, infatti, era più che altro un modo di vivere e non un mestiere dedito ad attività di criminalità organizzata. Le loro scorrerie e i loro atti violenti si verificavano esclusivamente ai danni di guardiani, guardiacaccia, fattori, carabinieri e altri rappresentanti del potere padronale e dello Stato; alcuni briganti, come ad esempio Domenico Tiburzi, erano avvolti da un alone di leggenda e potevano contare addirittura sulla simpatia popolare.
L'azione dello Stato non si fece attendere, furono aumentati gli uomini a disposizione delle forze dell'ordine che iniziarono durante il giorno a perlustrare a tappeto le aree più impervie, dove i briganti si davano "alla macchia", e ad effettuare controlli e istituire numerosi posti di blocco nelle ore notturne in prossimità delle grandi tenute che erano l'obiettivo privilegiato dai banditi. La lotta serrata al brigantaggio si concluse positivamente negli anni a cavallo tra la fine dell'Ottocento e gli inizi del Novecento.

### Ripresa dello sviluppo
Contemporaneamente alla dura lotta al brigantaggio portata avanti dalle forze dell'ordine, furono ripresi anche i grandi lavori di bonifica idraulica dell'intero territorio che portarono ad una nuova crescita demografica e ad una migliore aspettativa di vita.
Proprio negli ultimi decenni dell'Ottocento, la città di Grosseto iniziò ad espandersi oltre la cinta muraria, come testimoniano i numerosi palazzi in stile liberty presenti nell'area oltre Porta Nuova e lungo "Via Mameli"; sul finire del secolo, fu abolita l'estatatura (1897) e vennero anche commissionati a Lorenzo Porciatti i lavori di ricostruzione di Palazzo Aldobrandeschi.
Lo sviluppo proseguì anche nel corso del Novecento, secolo che vide un'ulteriore espansione della città verso le attuali periferie. Le uniche parentesi negative da segnalare riguardano l'abbattimento in Piazza Dante dell'antico Palazzo dei Priori, che determinò lo spostamento della residenza vescovile presso l'attuale palazzo di Corso Carducci.

### Le vittime innocenti e i danni della seconda guerra mondiale
La seconda guerra mondiale non risparmiò neppure la città e le campagne attorno a Grosseto, con il suo carico di morte e distruzione. In particolare, vi furono due episodi che sconvolsero profondamente la popolazione grossetana.
Il primo avvenimento in ordine cronologico fu il pesante bombardamento di Grosseto, subito dalla città il 26 aprile 1943, lunedì dell'Angelo, che nelle ore centrali della giornata causò numerose vittime innocenti, tra i quali anche bambini e ragazzi che si trovavano per le vie del centro o nei parchi cittadini per trascorrere la giornata di festa. Vi furono anche ingenti danni ad edifici e infrastrutture.
Il secondo episodio si verificò quasi un anno dopo nelle campagne poco fuori Istia d'Ombrone. Nella zona avevano trovato rifugio numerosi renitenti alla leva, pacifisti che non avevano risposto alla chiamata alle armi della Repubblica Sociale Italiana. All'alba del 22 marzo 1944 fu catturato il gruppo di undici persone, tutti giovani, che furono tutti quanti fucilati al termine di un processo sommario tenutosi all'interno della scuola di Maiano Lavacchio che precedentemente era stata appositamente sgomberata. Il triste avvenimento è passato alla storia come l'eccidio di Maiano Lavacchio.

### Dal Dopoguerra al nuovo millennio
Terminata la seconda guerra mondiale iniziarono le opere di ricostruzione delle strutture danneggiate, vennero ultimate le opere di bonifica che debellarono definitivamente la malaria da tutta la Maremma e fu portata a termine la riforma fondiaria. Trascorso il triennio 1945-1947, caratterizzato da una prolungata siccità e da condizioni stagionali estreme che prolungarono la carestia iniziata alla fine del 1943, l'agricoltura conobbe un forte rilancio e, nel corso degli anni si è sempre più specializzata in prodotti di qualità e in colture biologiche.
La piena e la conseguente esondazione dell'Ombrone, avvenuta il 4 novembre 1966, fu una calamità per le campagne che riuscirono però a riprendersi ben presto e a proseguire nella ricerca di qualità dei prodotti agricoli e della carne.
Gli ultimi decenni del Novecento e i primi anni del nuovo millennio hanno permesso alla città di specializzarsi notevolmente nei servizi e nel settore turistico di qualità; nel 2003 è giunto per la Maremma il riconoscimento di primo "Distretto Rurale" dell'Unione europea.